# يوسف وغليسي
الدكتور يوسف وغليسي شاعروصحفي وأكاديمي جزائري من مواليد 1970 بولاية سكيكدة شرق الجزائر. حصل على البكالوريوس سنة 1989 بتقدير قريب من الجيد، والليسانس سنة 1993 من جامعة قسنطينة وكان الأول في دفعته. كما حصل على الماجستير سنة 1996 بتقدير جيد جدا، والدكتوراه سنة 2005 من جامعة وهران بتقديرجيد جداً مع مرتبة الشرف والتوصية بالطبع.
عمل صحفياً في الإعلام المكتوب، وتدرج من متعاون إعلامي إلى رتبة رئيس تحريرسنة 1995.ثم هجر الصحافة ليشتغل أستاذا مساعدا في قسم اللغة العربية وآدابها بجامعة قسنطينة.
عضو اتحاد الكتاب الجزائريين وعضو مؤسس لرابطة «ابداع» الثقافية الوطنية، وعضو مخبر السرد العربي بجامعة قسنطينة منذ سنة 1996. شارك في عشرات الملتقيات الوطنية والدولية، وبدأ نشر كتاباته الشعرية والنقدية سنة 1987 في الصحافة الوطنية.

## أعماله

### كتب[1]
أصدرعدة كتب ودراسات مطبوعة:
- أوجاع صفصافة في موسم الإعصار 1995 (شعر).
- تغريبة جعفر الطيار 2000(شعر).[2]
- الخطاب النقدي عند عبد الملك مرتاض 2002 (دراسة).
- النقد الجزائري المعاصر2002 (دراسة).
- محاضرات في النقد الأدبي المعاصر 2005 (دراسة).
- مناهج النقد الأدبي[3]
- إشكالية المصطلح في الخطاب النقدي العربي الجديد[4]
- في ظلال النصوص - تأملات نقدية في كتابات جزائرية[5]
- خطاب التأنيث دراسة في الشعر النسوي الجزائري[6]
- اشكالية تعريب المصطلحات النقدية واللسانية الحديثة[7]
- البنية والبنيوية في المعاجم والدراسات الأدبية[8]
- آلية الاشتقاق ودورها في تشكيل المصطلحات النقدية الجديدة[9]

شارك في تأليف كتب جماعية منها:
- سلطة النص 2001.
- النقد العربي المعاصر –المرجع والتلقي 2004.

راجع وقدم لترجمة كتاب «كريس بولديك»: النقد والنظرية الأدبية منذ 1869. وكتب مقدمة مجموعات من الكتب ل: عزالدين ميهوبي، وناصر الوحيشي، وخليفة بوجادي.
نشر بعض كتاباته الإبداعية ودراساته العلمية في كثير من الدوريات العربية منها:
عالم الفكر، البيان (الكويت) قوافل، الفيصل، المجلة العربية (السعودية)، المشكاة (المغرب) الحياة الثقافية (تونس) عمّان (الأردن) الرافد (الإمارات) الثقافة، آمال (الجزائر).
اسمه مدرج ضمن الموسوعات التالية:
- معجم البابطين للشعراء العرب المعاصرين (الكويت).[10]

- الموسوعة الحسينية (لندن).

- موسوعة العلماء والأدباء الجزائريين (الجزائر).

- معجم أعلام النقد العربي في القرن العشرين (الجزائر).

أنجزت حول تجربته الشعرية أكثر من 20 مذكرة تخرج بمختلف الجامعات الجزائرية، إضافة إلى رسالة ماجستير (الجملة في شعر يوسف وغليسي) نوقشت بجامعة بسكرة. كما تناولت الكثير من الدراسات المنشورة شعره ضمن أسماء شعرية أخرى.
قـُـرِّر تدريس مجموعته «تغريبة جعفر الطيار» بجامعة محمد الأول المغربية.و تُرجمت مجموعة من أشعاره إلى اللغة الإنجليزية.

### مقالات[11]
| عنوان المقال                                                                      | اسم المجلة                 | تاريخ العدد |
| --------------------------------------------------------------------------------- | -------------------------- | ----------- |
| التفكيكية في الخطاب النقدي المعاصر                                                | قوافل                      | أغسطس 1997  |
| الرؤيا الشعرية والتأويل الموضوعاتي                                                | عالم الفكر                 | يوليو 2003  |
| السردية.. قراءة اصطلاحية                                                          | البيان الكويتية            | ديسمبر 2003 |
| حول تجربتي مع الجوائز الأدبية                                                     | الثقافة - الجزائر          | مارس 2004   |
| فقه المصطلح النقدي الجديد                                                         | علامات في النقد            | مارس 2005   |
| آفاق المعرفة- وقفة نقدية على أطلال الشاعر الراحل خضر بدور                         | المعرفة                    | نوفمبر 2005 |
| ما الحب إلا لها                                                                   | التبيين                    | أبريل 2006  |
| علم الكتابة Grammatologie في الفكر التفكيكي العربي                                | الآداب العالمية            | يناير 2007  |
| المصطلح ومشكلة الترجمة في خطاب ما بعد البنيوية                                    | الخطاب                     | مايو 2007   |
| آلية المجاز: في توليد المصطلحات النقدية المعاصرة                                  | البيان الكويتية            | نوفمبر 2007 |
| الأشكال الجديدة للنحت ودورها في التنمية اللغوية المعاصرة                          | مجمع اللغة العربية الأردني | يناير 2008  |
| مصطلح (الانزياح) بين ثابت اللغة المعيارية الغربية ومتغيرات الكلام الأسلوبي العربي | علامات في النقد            | فبراير 2008 |
| شعرية الأوراس في القصيدة العربية المعاصرة                                         | الخطاب                     | مايو 2008   |
| تحولات "الشعرية" في الثقافة النقدية العربية الجديدة                               | عالم الفكر                 | يناير 2009  |
| ذاكرة المقبرة                                                                     | المسار                     | أبريل 2009  |

## الجوائز[1]
أحرز عشرات الجوائز الوطنية والعربية منها:
- جائزة سعاد الصباح الكويتية (1995).
- جائزة وزارة الثقافة الجزائرية التي نالها 8 مرات كاملة، تارة في الشعر، وتارة أخرى في الدراسات.
- جائزة بختي بن عودة النقدية (1996).
- جائزة محمد بوشحيط النقدية (2000).
- جائزة مهرجان محمد العيد آل خليفة (1992).
- جائزة اتحاد الكتاب الجزائريين لأحسن مخطوط شعري (2000).
- جائزة مفدي زكريا الشعرية المغاربية (2005).
- جائزة الشيخ زايد للكتاب (2009)[4]
- جائزة الابداع الشعري في مجال النقد التي تنظمها مؤسسة عبد العزيز سعود البابطين الثقافية بالكويت (2020) عن بحثه الموسوم ب«التحليل الموضوعاتي للخطاب الشعري».[12]